# Urban Valentine Williams Darlington
Urban Valentine Williams Darlington (ur. 3 sierpnia 1870 w Graefenburgu, Stany Zjednoczone, zm. 1 października 1954 w hrabstwie Cabell, Stany Zjednoczone) – amerykański biskup Południowego Episkopalnego Kościoła Metodystycznego (PEKM) w Stanach Zjednoczonych, wybrany w 1918 roku. Drugi zwierzchnik Kościoła Metodystycznego w Polsce.

## Życiorys
Urban Darlington urodził się w hrabstwie Shelby w stanie Kentucky. Był synem Jamesa H. Darlingtona i Catherine zd. Pemberton. 30 października 1901 roku poślubił Lydę Clark z Millersburga. Kształcił się w szkole powszechnej a następnie został absolwentem Kentucky Wesleyan College w roku 1893.
16 sierpnia 1890 Darlington uzyskał licencję umożliwiającą mu głoszenie w PEKM. W 1896 po raz pierwszy był członkiem Dorocznej Konferencji Kentucky. W Kentucky służył w następujących miejscach: Waszyngton (cztery lata), Millersburg (jeden rok), oraz w Scott Street Church w Covington (cztery lata). Następnie Urban Darlington służył na Dorocznej Konferencji Zachodniej Wirginii, w miejscowościach:  St. Paul's Church w Parkersburgu (1905–1909) oraz Johnson Memorial Church w Huntington (1909–1913). W latach 1913–1914 był Starszym Przewodniczącym okręgu Ashland. Następnie w latach 1914–1915 był agentem finansowym Morris Harvey College w Barboursville (Wirginia Zachodnia), a w 1915 został wybrany na stanowisko prezydenta kolegium, gdzie służył do powołania na urząd biskupa w roku 1918.
Jako biskup służył w Kentucky, Zachodniej Wirginii, Missisipi oraz w Europie (Belgia, Polska i Czechosłowacja). W latach 1924–1925 pełnił funkcję Prezydenta Kentucky Wesleyan College w Winchester. W latach 1926–1934 był drugim zwierzchnikiem Kościoła Metodystycznego w Polsce.
Zmarł 1 października 1954 w hrabstwie Cabell. Został pochowany na cmentarzu w Frankfort.
W roku 2005 został wprowadzony do Galerii Sław absolwentów Kentucky Wesleyan College.